# Cedillo (Cáceres)
Cedillo ist ein westspanischer Ort und eine Gemeinde (municipio) mit 434 Einwohnern (Stand: 2024) in der Provinz Cáceres in der Autonomen Region Extremadura im Südwesten Spaniens.

## Lage
Cedillo liegt etwa 120 Kilometer (Fahrtstrecke) westnordwestlich der Provinzhauptstadt Cáceres in einer Höhe von ca. 275 m an der Grenze zu Portugal. Die Gemeindegrenze (und hier die Staatsgrenze) nach Norden wird durch den Tajo gebildet. Das Klima ist gemäßigt bis warm; Regen (588 mm/Jahr) fällt hauptsächlich im Winterhalbjahr.

## Bevölkerungsentwicklung
| Jahr      | 1970 | 1981 | 1991 | 2001 | 2011 | 2021 |
| Einwohner | 1013 | 705  | 605  | 554  | 497  | 426  |

Der deutliche Bevölkerungsrückgang seit den 1950er Jahren ist im Wesentlichen auf die Mechanisierung der Landwirtschaft sowie die Aufgabe bäuerlicher Kleinbetriebe („Höfesterben“) und den damit einhergehenden Verlust von Arbeitsplätzen zurückzuführen.

## Sehenswürdigkeiten
- Dolmen
- Antoniuskirche (Iglesia de San Antonio de Padua)

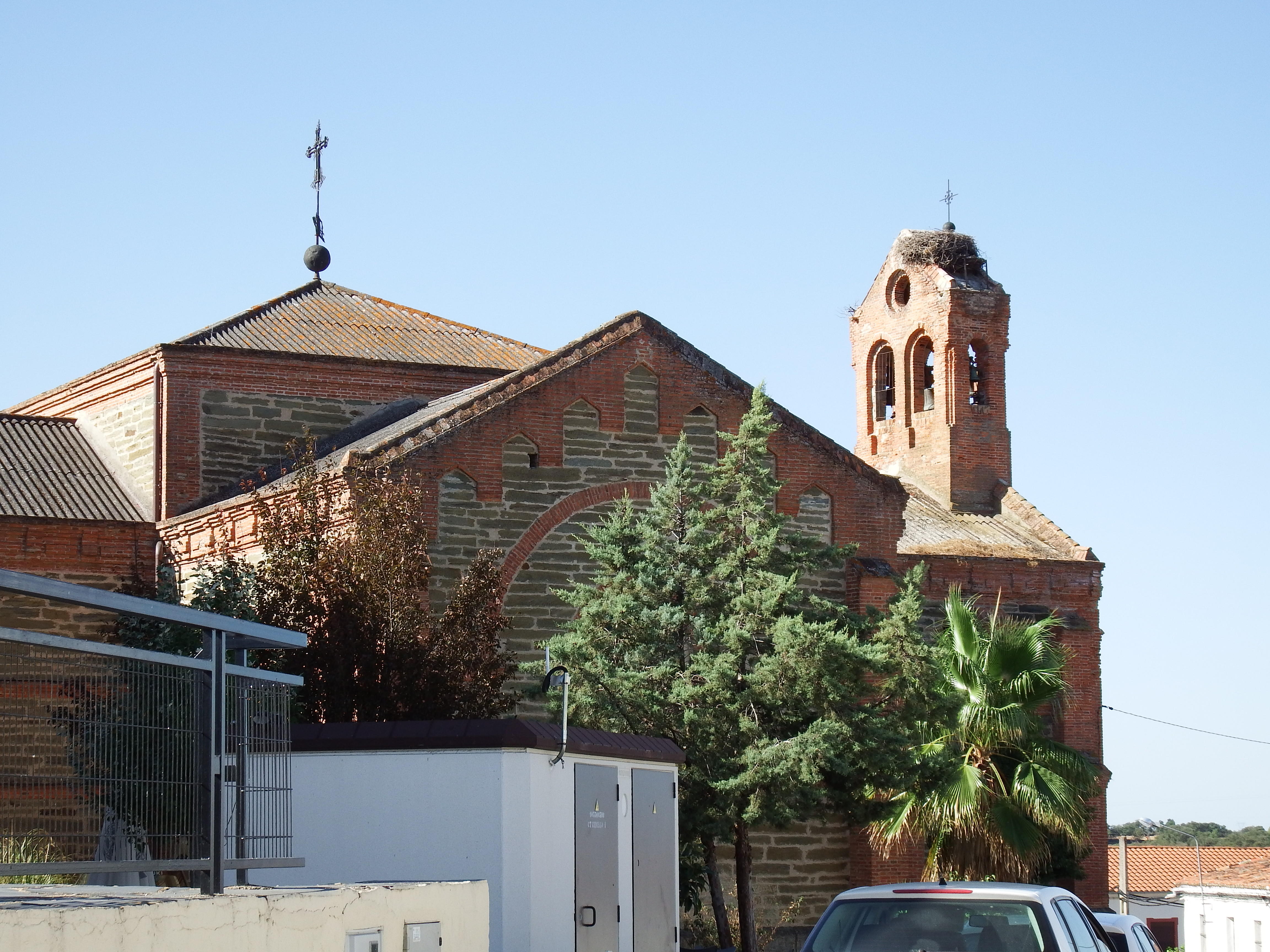
Antoniuskirche
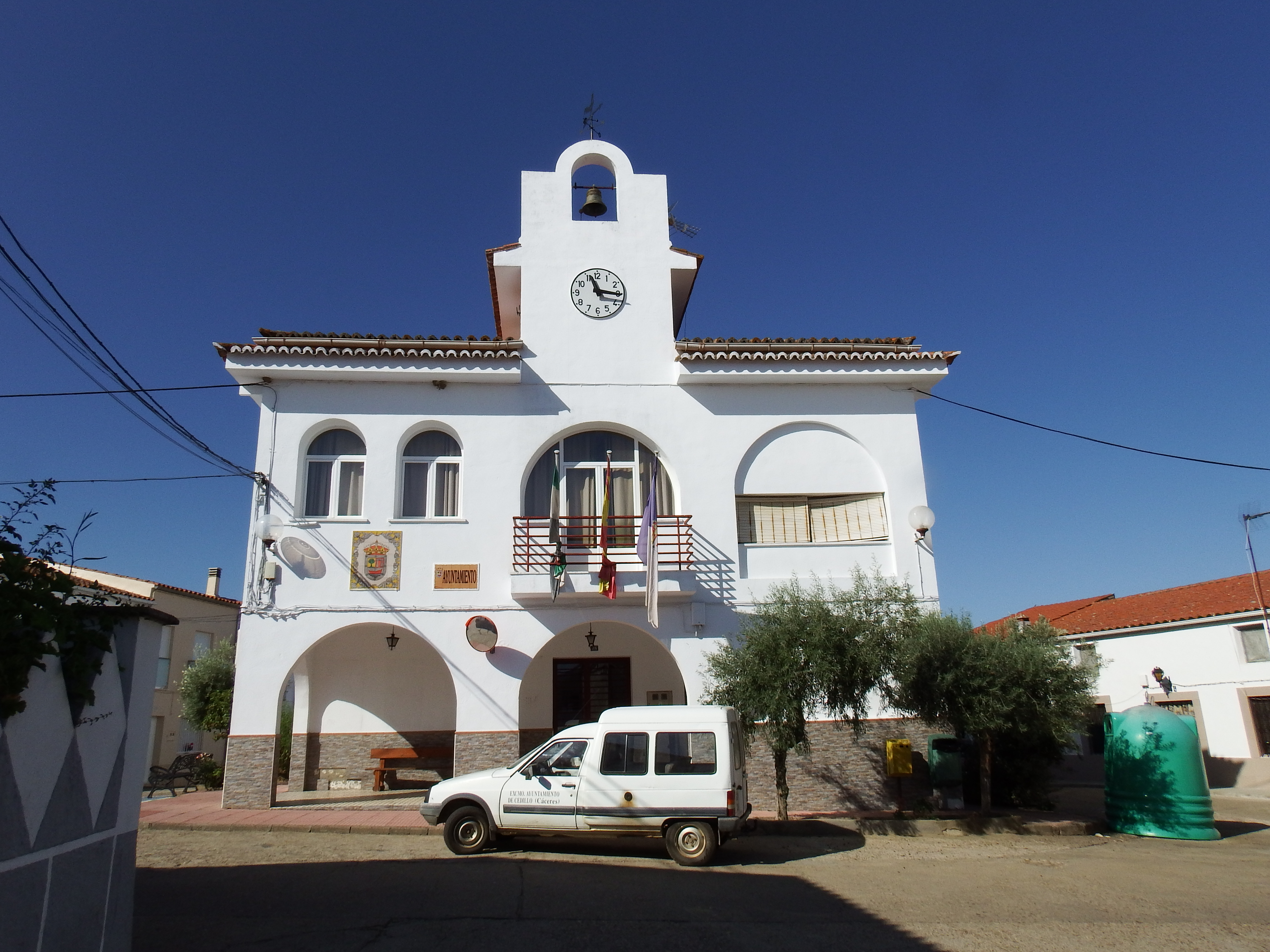
Rathaus